# Силван Бич (Њујорк)
Силван Бич (енгл. Sylvan Beach) град је у америчкој савезној држави Њујорк.

## Демографија
По попису из 2010. године број становника је 897, што је 174 (-16,2%) становника мање него 2000. године.
| Група             | 2000.         | 2010.       |
| Белци             | 1.046 (97,7%) | 873 (97,3%) |
| Афроамериканци    | 8 (0,7%)      | 6 (0,7%)    |
| Азијати           | 3 (0,3%)      | 2 (0,2%)    |
| Хиспаноамериканци | 7 (0,7%)      | 7 (0,8%)    |
| Укупно            | 1.071         | 897         |